# Carlos Augusto Ochoa Mendoza
Carlos Ochoa (Apatzingán, 5 de març de 1978) és un futbolista mèxica, que juga de davanter.

## Trajectòria
Va iniciar la seua carrera el 1999 amb el Necaxa, d'on va passar a Tigres. El 2002 marxa al CA Osasuna de la primera divisió espanyola, però al no tindre massa aportació hi va retornar a Tigres. La resta de la seua carrera ha prosseguit en equips mexicans: Querétaro FC, Chiapas, CF Monterrey, Guadalajara o Santos Laguna, entre d'altres.

## Selecció
Ha estat internacional amb Mèxic en deu ocasions, tot marcant un gol. Hi va participar en la Copa d'Or de la Concacaf del 2002.